# Nicolás Pérez (actor venezolano)
Nicolás Pérez Coello (Caracas, Venezuela, 1 de junio de 1993) es un actor, cantante, músico y productor venezolano.

## Biografía

### Comienzos
Pérez comenzó su carrera desde muy temprana edad: con tan solo dos años protagonizó una serie en el show venezolano El Club de los Tigritos llamada "Bebé Bum". Nicolás luego tuvo pequeñas participaciones en telenovelas, programas de concurso e inclusive en una de las famosas "Cuñas Navideñas" del canal Venevisión.

### 2007 -2013
A los catorce años de edad fue elegido para formar parte de un elenco de jóvenes actores en la serie que, más tarde, le abriría las puertas, Somos tú y yo interpretando a "Nicolás", el cual aparece en la primera y segunda temporada de la serie. Más tarde fue confirmado que Pérez volvería a la pantalla chica en la tercera temporada del programa, esta vez, ambientada en los años 50 titulada Somos tú y yo, un nuevo día. En 2011, junto a un nuevo elenco de jóvenes actores, forma parte de la nueva serie de Vladimir Pérez, Mágica. En 2013 empezó a trabajar en una nueva serie con formato sitcom llamada Todas quieren con Marcos.

### Educación Universitaria
Luego, a finales del 2013, Nicolás se muda a los Estados Unidos, para comenzar sus estudios como cineasta en Full Sail University ubicada en Orlando, Florida. Durante sus estudios dirigió el cortometraje Burned, trabajó como Primer Asistente del Director en el corto Pretty Little Victims y participó como actor en el cortometraje Sh*t's About To Get Dark, así extendiendo su carrera actoral hacia la gran pantalla por primera vez.

## Filmografía

### Series de TV
| Año       | Título                      | Rol                  |
| --------- | --------------------------- | -------------------- |
| 1995      | Bebé Bum                    | Detective            |
| 2007-2008 | Somos tú y yo               | Nicolás "Nico" Gómez |
| 2009      | Somos tú y yo, un nuevo día | Nicolás "NN" Gómez   |
| 2011-2012 | Mágica                      | Nacho                |
| 2013      | Todas quieren con Marcos    | Alex                 |

### Cortometrajes
| Año  | Título                   | Rol      |
| ---- | ------------------------ | -------- |
| 2014 | Burned                   | Director |
| 2014 | Sh*t's About To Get Dark | Hank     |
| 2015 | Pretty Little Victims    | 1st A.D. |